# Dodge Dart
Dodge Dart — автомобиль, производившийся в США подразделением Dodge корпорации Chrysler c 1960 по 1976 годы, и в Южной Америке — до 1983 года. Считается, что своим названием он обязан новейшему по тем временам, сверхзвуковому истребителю фирмы Convair.
Впоследствии название Dart было использовано для компактного автомобиля Fiat, производство которого началось в 2013 году.
Оригинальный Dart был сконструирован в 1957 году с кузовом, разработанным итальянской фирмой Carrozzeria Ghia. Изначально автомобиль выпускался как полноразмерный, но бюджетный и с короткой колесной базой (1960—1961 годы), но в 1962 году выпускался как автомобиль среднего размера, и, наконец, с 1963 по 1976 годы он считался компактным.

## Первое поколение

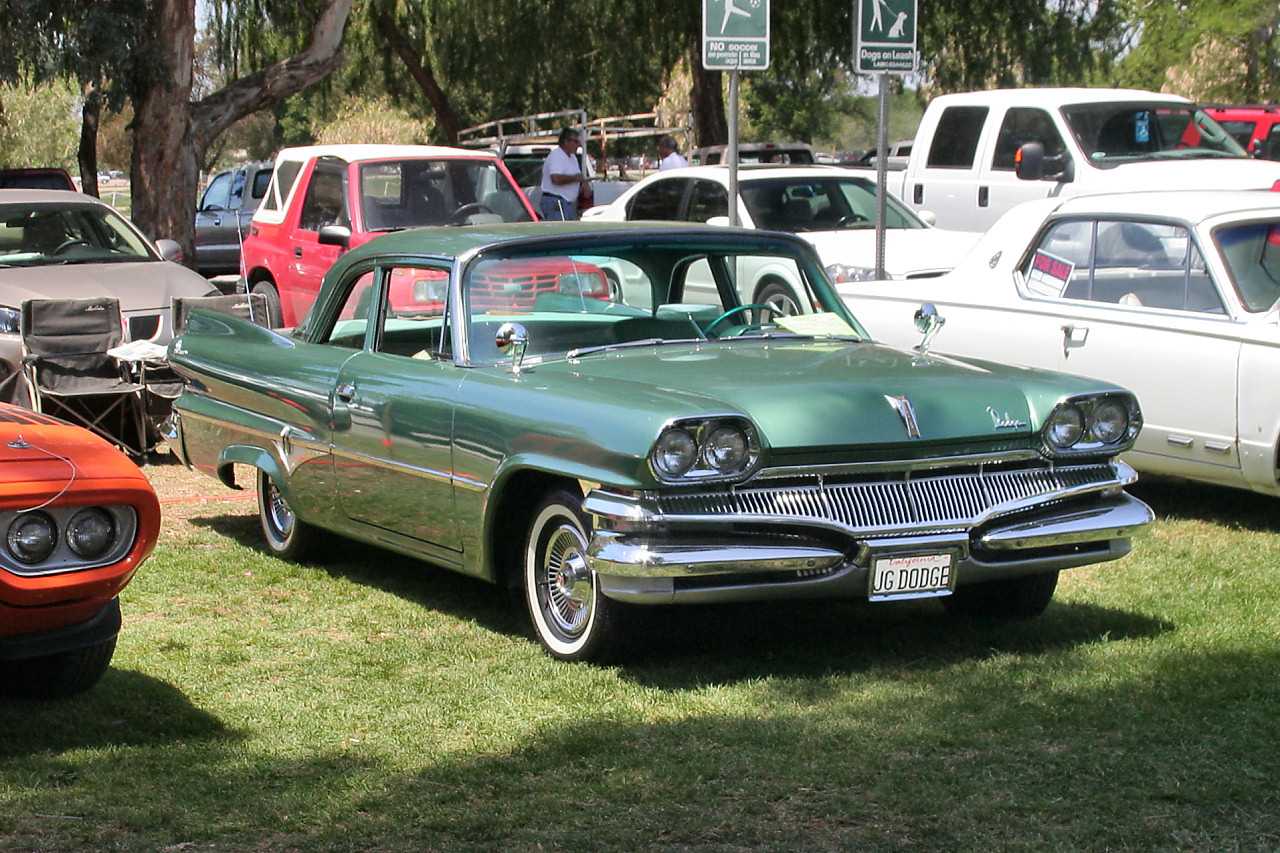
Dodge Dart Pioneer, 1960

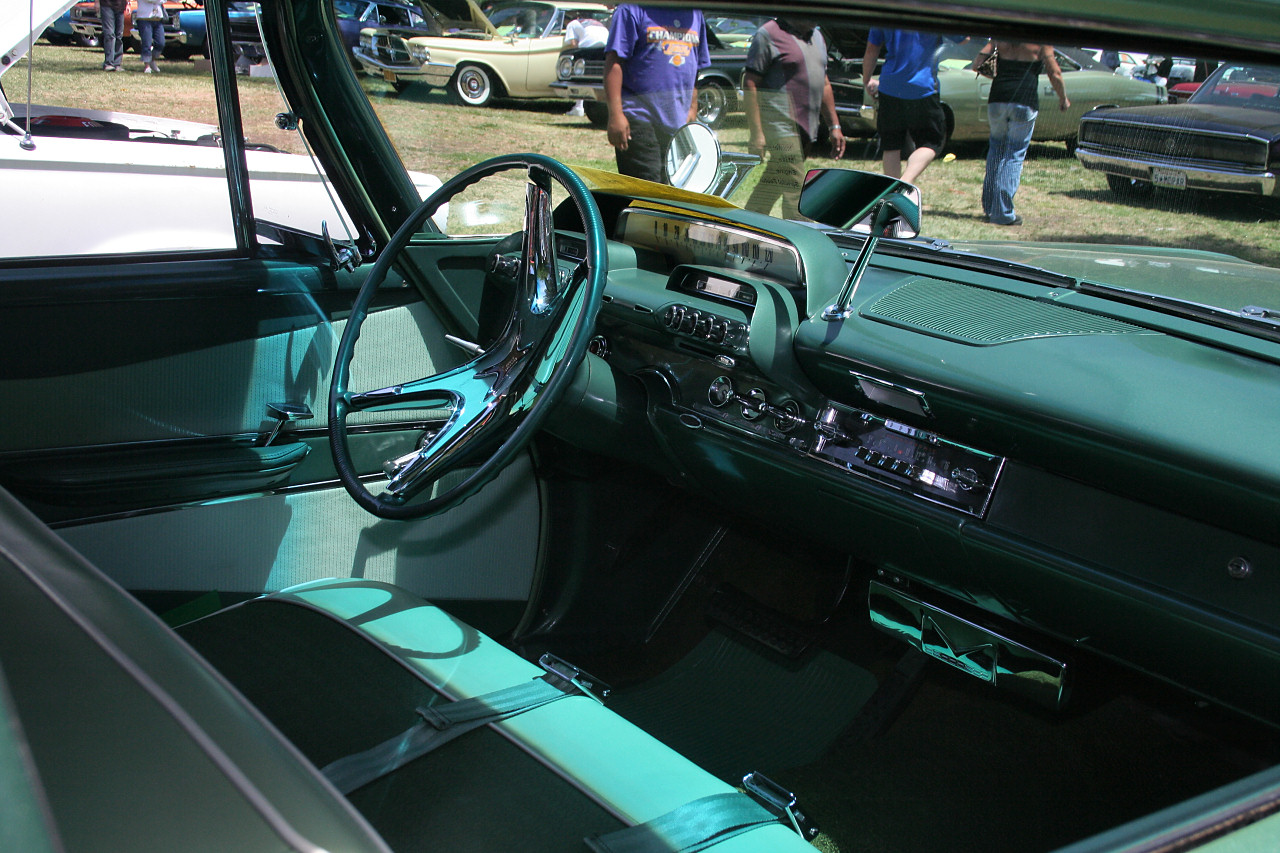
Интерьер Dodge Dart Pioneer

### 1960
Первый Dart выпускался с 1960-го года корпорацией Chrysler в США. Он представлял собой небольшой полноразмерный автомобиль, пришедший в качестве замены ранее продававшихся через дилерские представительства марки Dodge моделей Plymouth. Такая опосредованная продажа практиковалась ещё с 1930-х годов, но в начале 1960-х была прекращена из-за структурных изменений внутри Chrysler.
Седаны и купе Dart имели общую платформу с полноразмерными Plymouth, уступая другим Dodge по габаритным размерам и длине колёсной базы. Тем не менее, универсалы имели колесную базу, аналогичную универсалу Dodge Polara. Существовало три варианта комплектации — базовая Seneca, средняя Pioneer и максимальная Phoenix. Также на выбор предлагалось три варианта двигателя: шестицилиндровый с наклонным расположением цилиндров (Slant Six) рабочим объёмом 225 дюйм³ (3,7 литра), V8 объёмом 318 дюйм³ (5,2 литра) и 361 дюйм³ (5,9 литра). Также для V8 можно было выбирать между двух- и четырёх-камерным карбюратором и сдвоенным или одиночным выпуском. В 1961 году появился двигатель V8 объёмом 383 дюйм³ (6,3 литра). Тормоза устанавливались барабанные, диаметром 11 дюймов.
Dart сразу завоевал большую популярность, но ценой успеха стала внутренняя конкуренция с аналогичной продукцией Plymouth. Dart быстро обошёл в продажах другие более крупные полноразмерные модели Dodge низшей и средней ценовой категории, которым покупатель предпочитал Dart, продававшиеся за те же деньги, менее крупные, но оснащённые лучше.

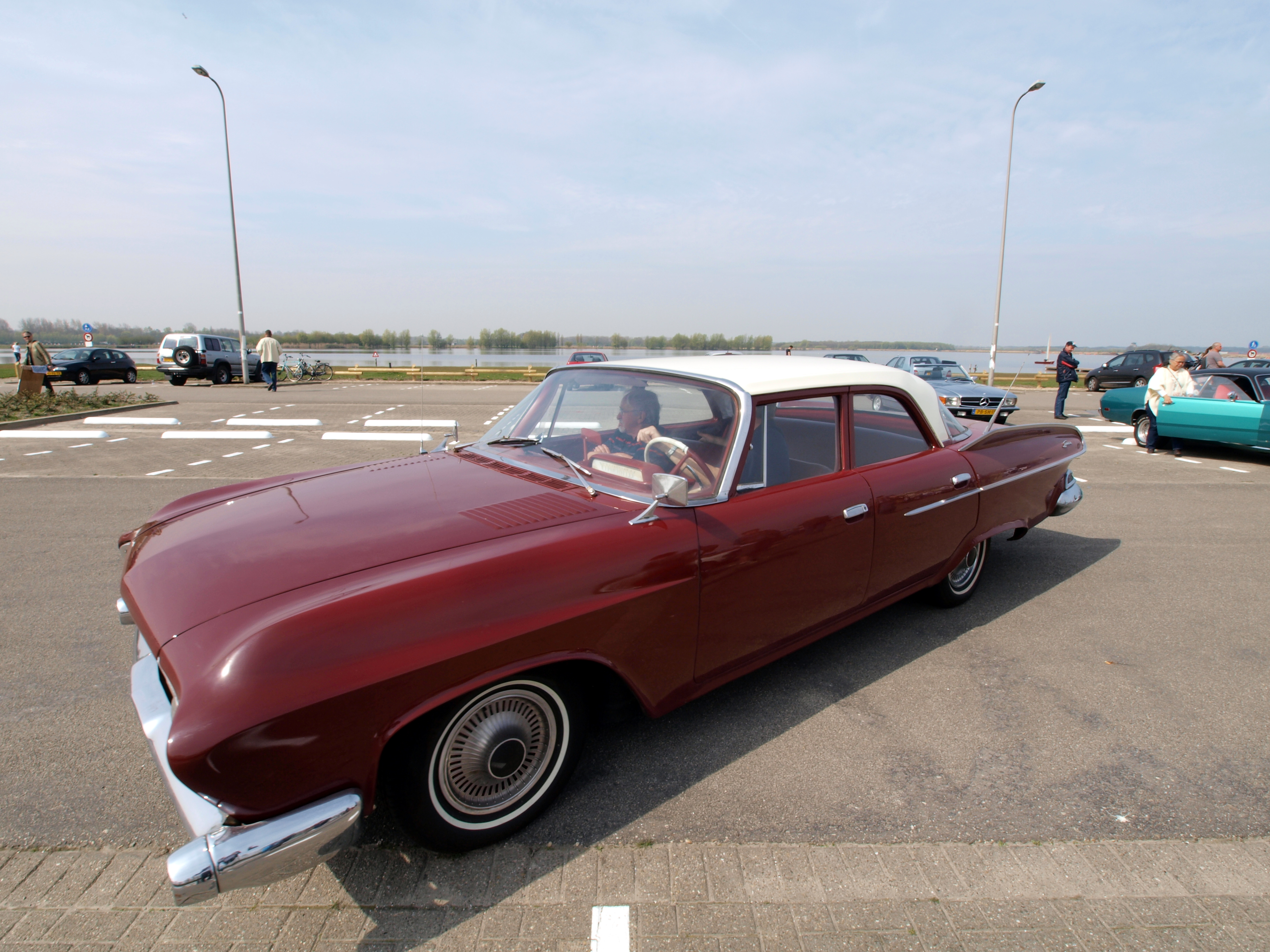
Dodge Dart Seneca, 1961

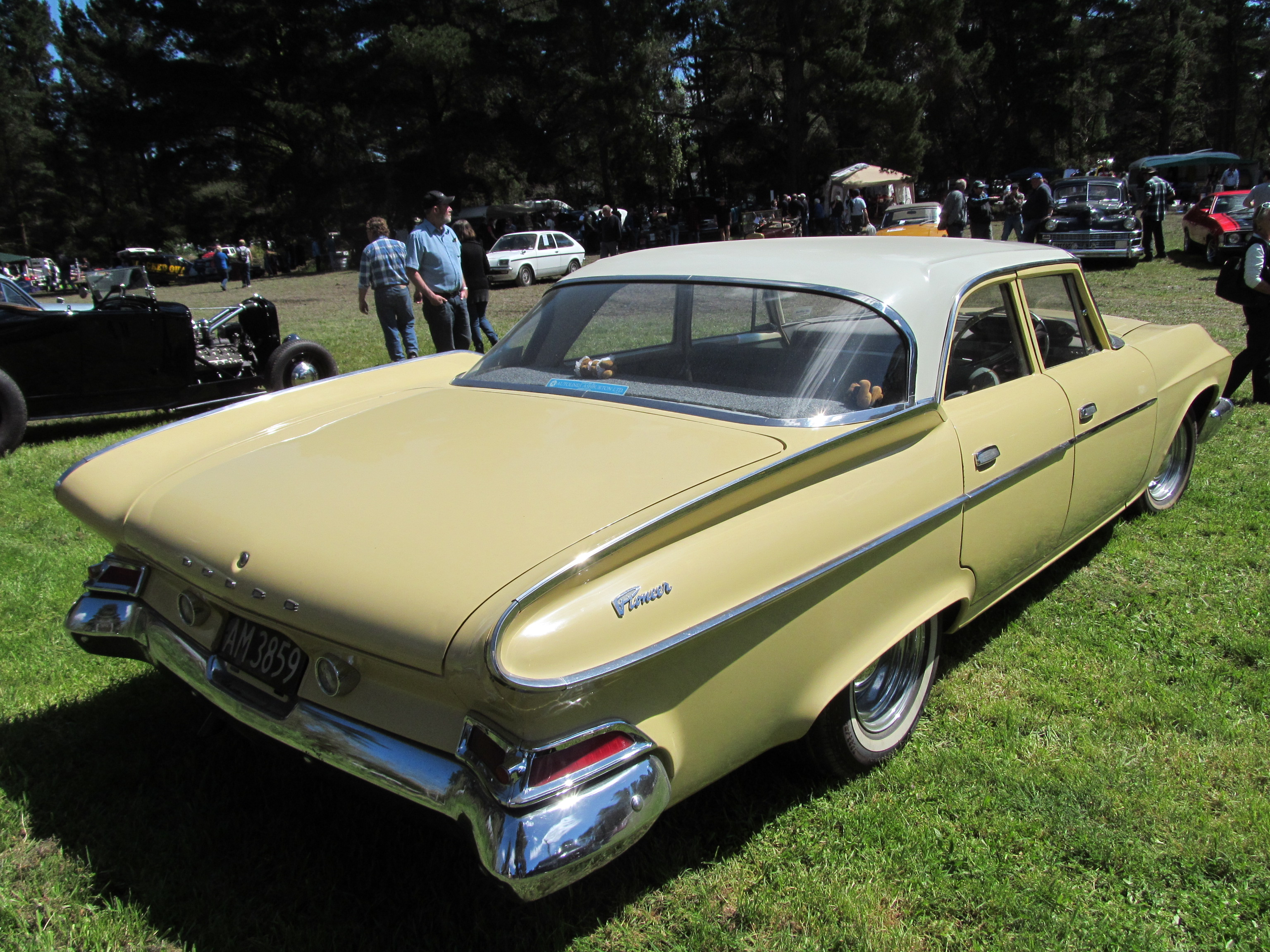
Вид сзади, показаны маленькие, низко расположенные задние фонари

После экономического спада 1958—1959 годов производство Dodge в 1960 году подскочило до 367 804 выпущенных автомобилей. Руководство Chrysler отмечало, что 87% от объёма производство Dodge состояло из линейки Dart. Другие модели Matador и Polara, которых было продано 41 000 единиц для 1960 модельного года, приносили более низкую прибыль.
С подъёмом продаж Dart, продажи Plymouth упали. Chrysler не вмешивался в отношения между своими подразделениями. Продажи Dart были настолько сильны, что в 1960 году производство средних дорогих модельных линий было сокращено. Выпуск полноразмерного Matador, находящегося в средней ценовой категории, было прекращено после 1960 модельного года, так как покупатели делали выбор в пользу более оснащенного и менее дорогого Dart Phoenix. Polara оставался в средне-ценовом сегменте в 1961 году.

### 1961
Dart 1961 модельного года продолжал позиционироваться как полноразмерный автомобиль. Ему сохранили размер колёсной базы, но произвели рестайлинг кузова, который был признан публикой неудачным. Оставались доступными те же три варианта комплектации (Seneca, Pioneer и Phoenix) -- эти универсалы сохранили свою колесную базу и приобрели боковые установленные задние фонари, аналогичные Polara.
Модель 1961 года имела усовершенствованный двигатель, генератор переменного тока вместо использовавшегося ранее генератора постоянного, а также ряд иных отличий. Все комплектации оснащались трехскоростной механической коробкой передач с переключением передач на рулевой колонке. Опционально была доступна автоматическая коробка. Автомобили канадской сборки внешне были идентичны моделям, собиравшимся в США, но внутренние элементы управления и панель устанавливалась от моделей Plymouth.
Стиль от американского дизайнера Вирджила Экснера с плавниками, задним крылом и вогнутой решеткой был весьма непопулярен среди покупателей. Низкое положение и малый размер задних фонарей также подверглись критике, и водители едущих сзади автомобилей жаловались на невозможность их видеть. Корпус задних фонарей направлял их свет в сторону, а не назад. С середины года Dodge предлагал другие задние фонари, предоставляемые за дополнительную плату через дилерскую сеть. Тем не менее, новые большие круглые фары значительно ухудшали уже неудавшийся стиль.
Производство Dodge в 1961 году опустилось к 269,367 единицам, из которых 142,708 был Dart. Среди всех автомобилей модели почти половина (66 100 единиц) были выпущены в базовой комплектации линия Seneca, по сравнению с 111 612 единицами в 1960 году. Общий объём продаж Dart и Polar был ниже, чем продажи Plymouth за 1961 год. Dodge занимает девятое место по продажам на американском рынке в 1961 году, по сравнению с шестым местом в 1960 году. Продажи компактного Dodge Lancer составили 74 771 единиц, при этом его двойник Plymouth Valiant был продан в количестве 143 078 единиц за тот же год. В 1961 модельном году произошло общее падение производства Dodge ниже уровня 1959 года и почти достигло катастрофического спада 1958 года, когда Dodge столкнулось с последствиями плохой репутации своих моделей 1958 года.

## Среднеразмерный Dart

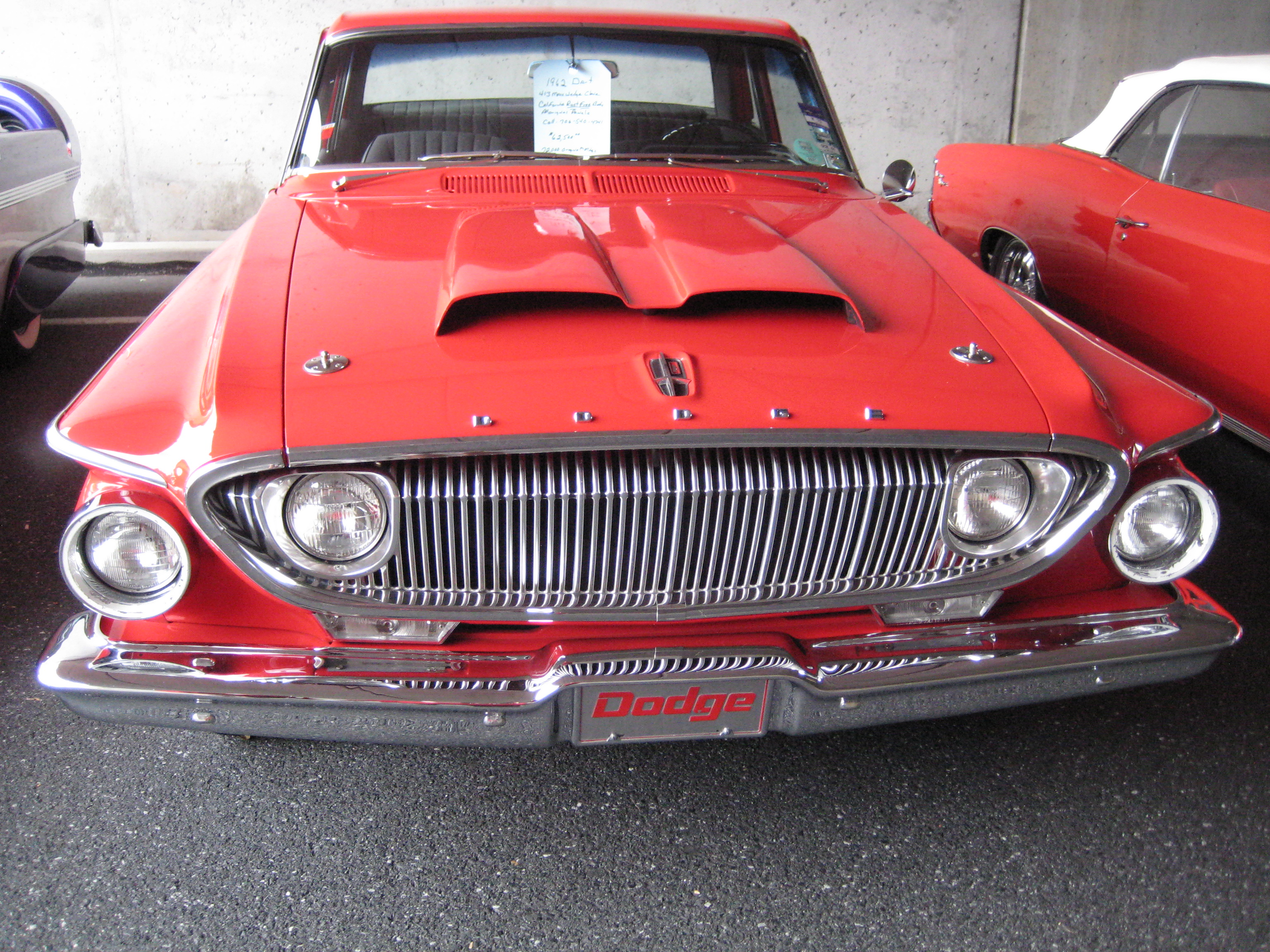

В 1962 году корпорация Dodge представила новое поколение модели Dart. Изначально он был запланирован как полноразмерный автомобиль, в соответствии с господствовавшим одно время среди топ-менеджмента Chrysler представлением, что после появления «компактных» моделей в начале 1960-х годов все американские автомобили станут последовательно уменьшаться в размерах, в том числе и полноразмерные (возможно, этот слух был пущен конкурентами из General Motors в качестве дезинформации). В результате к 1962 году модели Dodge и Plymouth были существенно уменьшены в размерах и переведены на сравнительно короткую 2900-мм колёсную базу.
Однако это представление оказалось ложным, и в 1972 году Dodge, рискуя оказаться вообще без полноразмерного автомобиля в своей производственной программе, был вынужден в срочном порядке начать производство Dodge Custom 880, по сути бывшего слегка переделанным вариантом полноразмерного Chrysler того же года с передком, выполненным в стиле Dodge 1961 года. Dart 1962 года же в конечном итоге оказался в одной размерной категории с такими среднеразмерными автомобилями конкурентов, как Ford Fairlane, так что сегодня его как правило тоже рассматривают как среднеразмерный.
Машина имела неординарный дизайн, во многом благодаря «заимствованным» у одноплатформенников Plymouth Valiant и Dodge Lancer элементам кузовного «железа». Однако, несмотря на эти заимствования, автомобиль отличался неповторимым стилем, который вызвал неоднозначную реакцию у автомобильного сообщества.
Политика модельного ряда, использованная компанией Dodge для данной машины, предусматривала множество вариантов комплектации. Самой слабой комплектацией, которая шла на экспорт в Канаду, был Dodge Dart Phoenix, комплектовавшийся рядным 6-цилиндровым двигателем, рабочий объём которого был равен 3.7 л. Далее шли базовые для США Dart 330 и Dart 440 с двигателями Ramcharger V8 объёмом 5.2 и 5.9 л. соответственно. Самой мощной комплектацией, предусматривающей некоторое облегчение кузова, являлся Dart Max Wedge 413 с двигателем Max Wedge 413 объёмом 6.8 л. Благодаря использованию унифицированной платформы, предусматривающей лёгкий кузов и мощный двигатель, автомобиль пользовался большой популярностью у дрэг-рейсеров. Автомобили, принимавшие участие в гонках серии NASCAR, имели сильно модифицированные двигатели Max Wedge 413.
Осознавая неоднозначное восприятие покупателями дизайна и интерьера нового Dart, компания Chrysler предпринимала усилия по стимулированию сбыта модели. В частности, на автомобиле Dodge Dart 1962 модельного года ездил капитан Кулпеппер в известном фильме «Этот безумный, безумный, безумный, безумный мир» (США, 1963 г.)

## Компактный Dart
Dodge Dart моделей 1963-76 годов относился к классу больших компактов — «senior compacts». Машина была построена вокруг так называемой A-Platform, разделяя её с более мелким Plymouth Valiant, Plymouth Barracuda сегмента Pony Car и другими компактами Chrysler Corporation. Существовало два поколения на единой платформе.

### Первое поколение (1963-66)

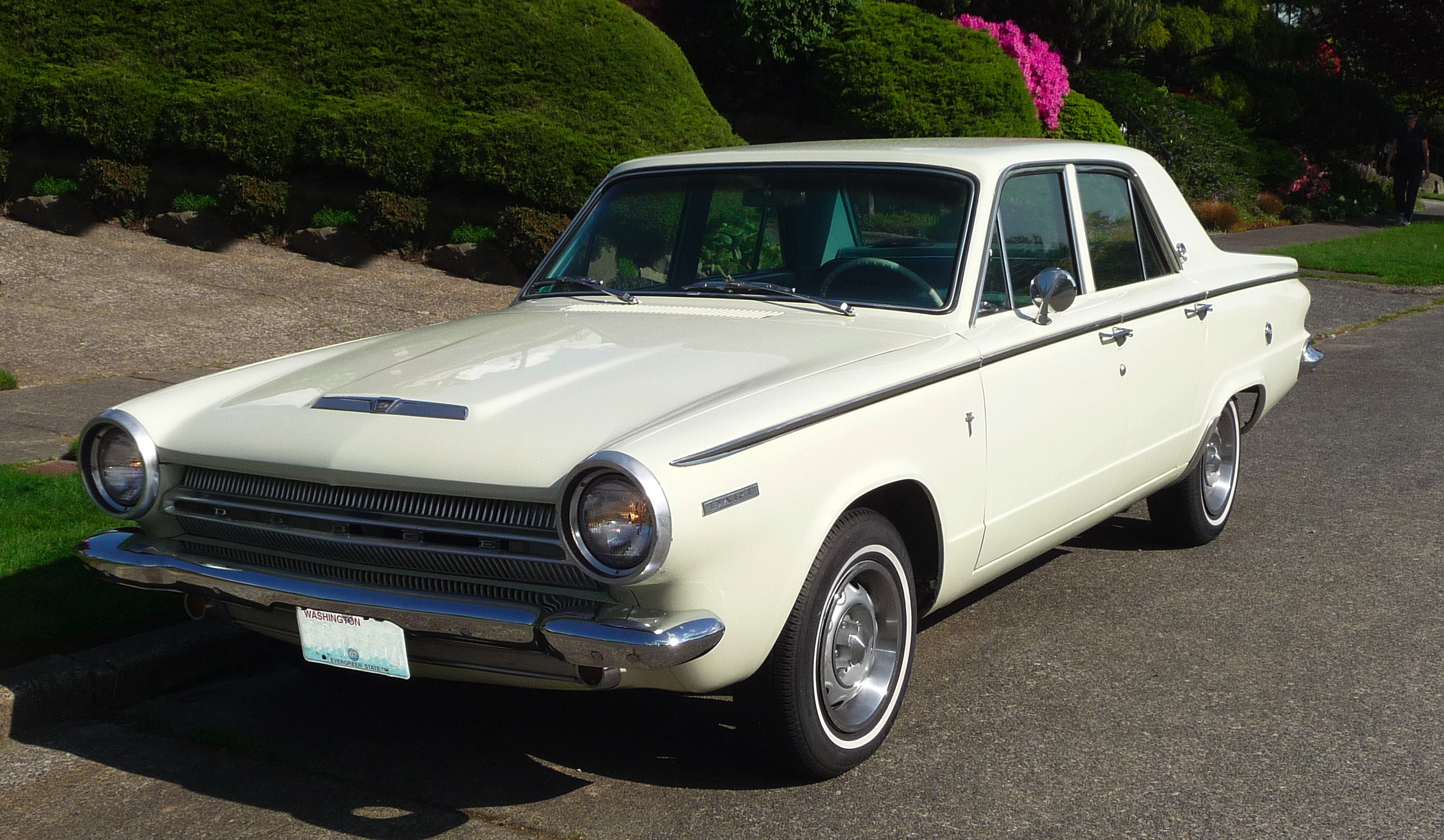

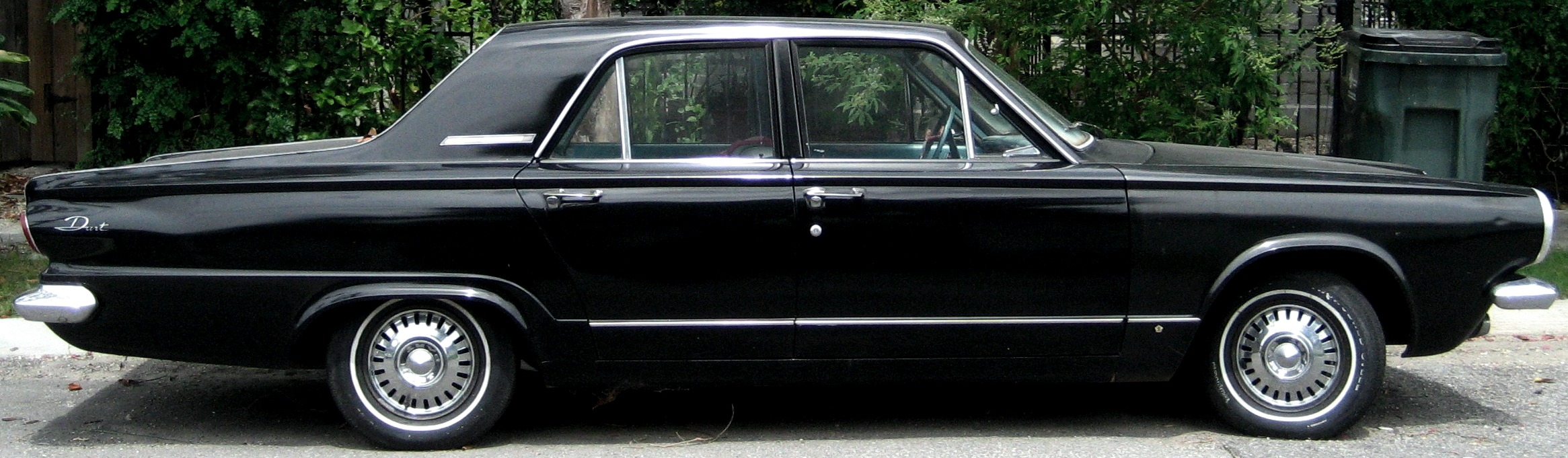

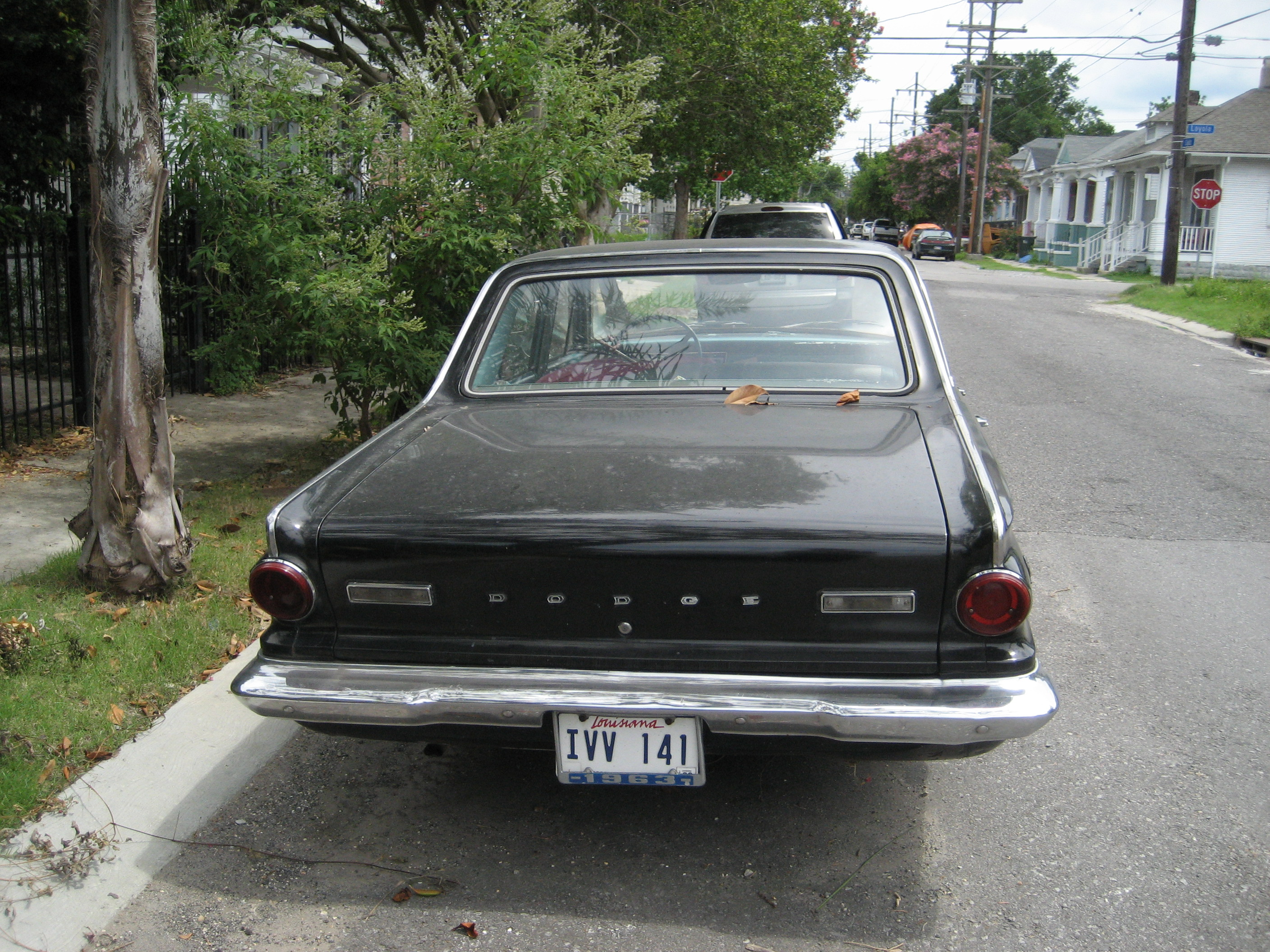

Первое поколение компактного Dart имело необычный дизайн передка и колесную базу 111" или 2819 мм (на 19 мм больше, чем у «Волги» ГАЗ-24), эта величина не менялась до самого прекращения производства в 1976 году. Были доступны типы кузовов: двух- или четырехдверные седаны и универсалы, двухдверный хардтоп, кабриолет (convertible) — в трёх комплектациях (trim levels): 170 (с 2.8 литровой рядной шестёркой Slant Six), 270 (с 4.5 литровым V8) и GT. GT позиционировался как спортивная машина.
С 1963 по 1966 годы включительно машина выпускалась, в целом, безо всяких изменений за исключением смены внешнего обвеса (trim). Появлялись в качестве опций новые, более мощные двигатели — 180-сильный 4,3-литровый V8 в середине 1964 года, 235-сильный форсированный V8 в 1965, в том же 1965 году впервые появились дисковые тормоза спереди (тоже как опция). При этом, базовым двигателем оставалась скромная рядная «шестёрка» Slant Six (c цилиндрами, наклоненными вправо по ходу машины на 30 градусов) объёмом в 170 дюйм³ (2.8 л) и мощностью в 100—115 л. с. (в зависимости от года выпуска; реальных лошадиных сил было ещё меньше, так как до 1972 года в США указывали максимальную мощность двигателя без навесного оборудования. В остальных странах, в том числе СССР, указывали мощность и либо с навесным оборудованием, либо с особо оговоренной его имитацией, что приводило и приводит к существенным разночтениям). В 1964 году впервые появилась 4-х скоростная механическая коробка передач (как опция).

### Второе поколение

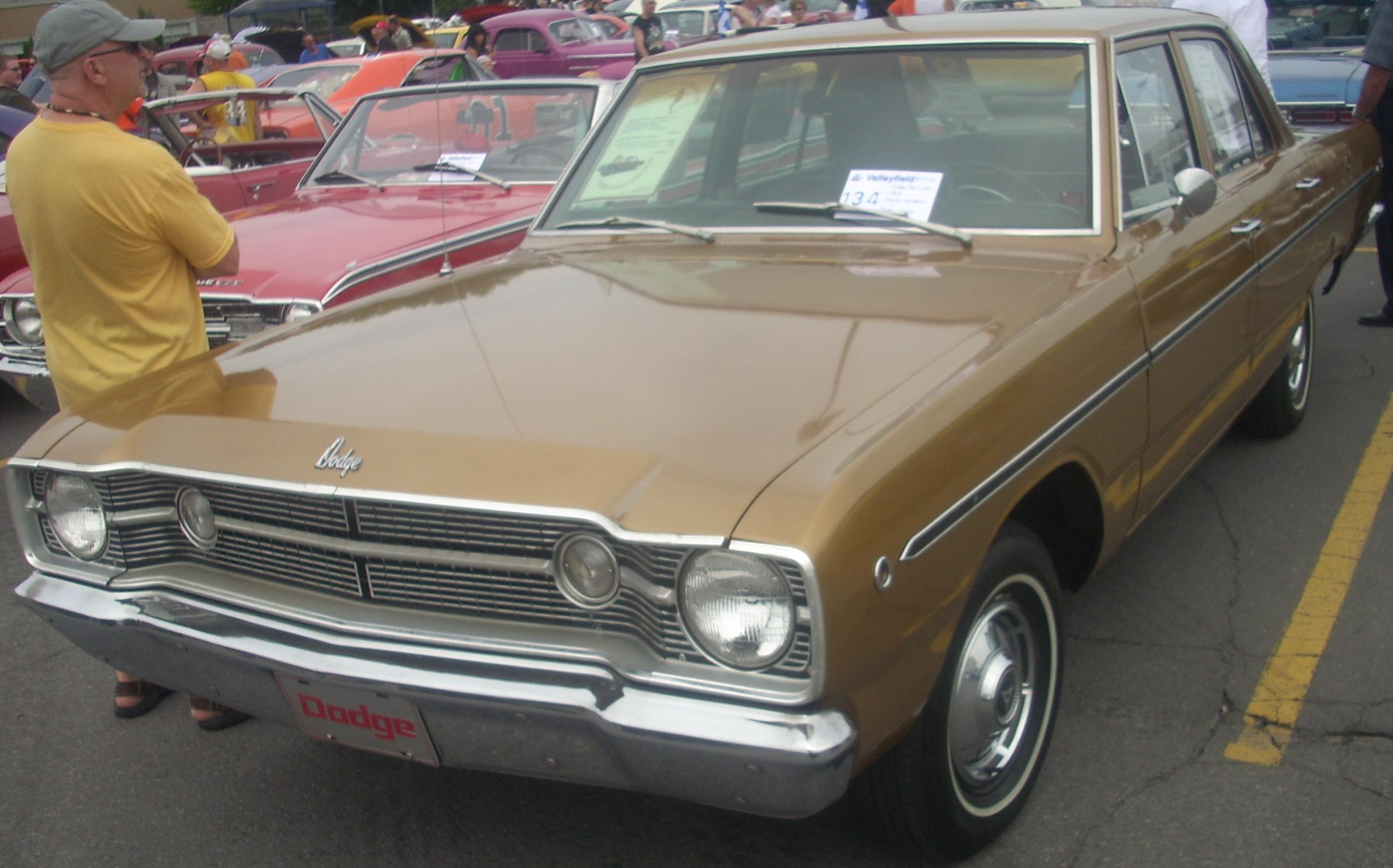
Седан модели 1968 года.

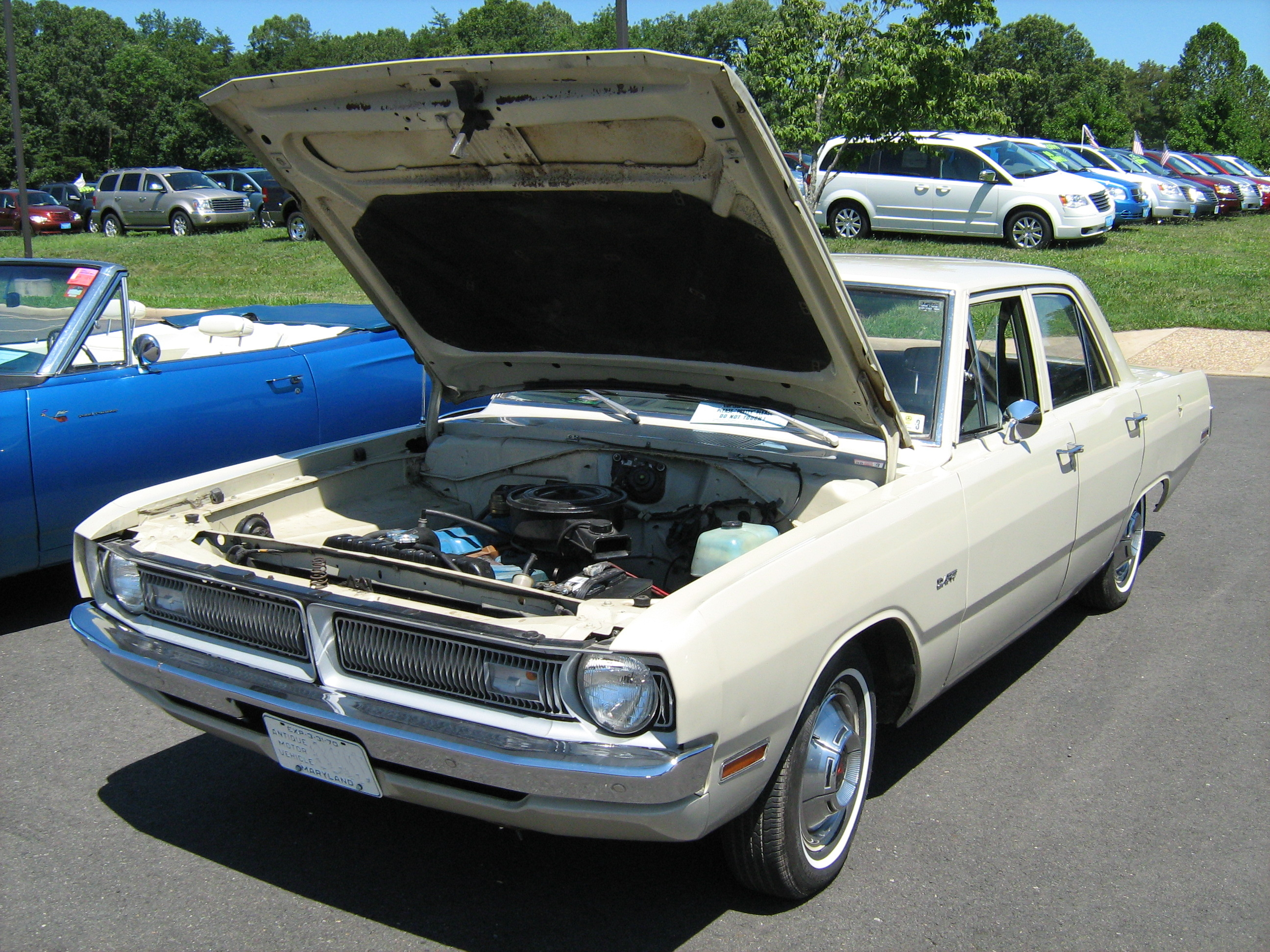
Седан модели 1970 года.

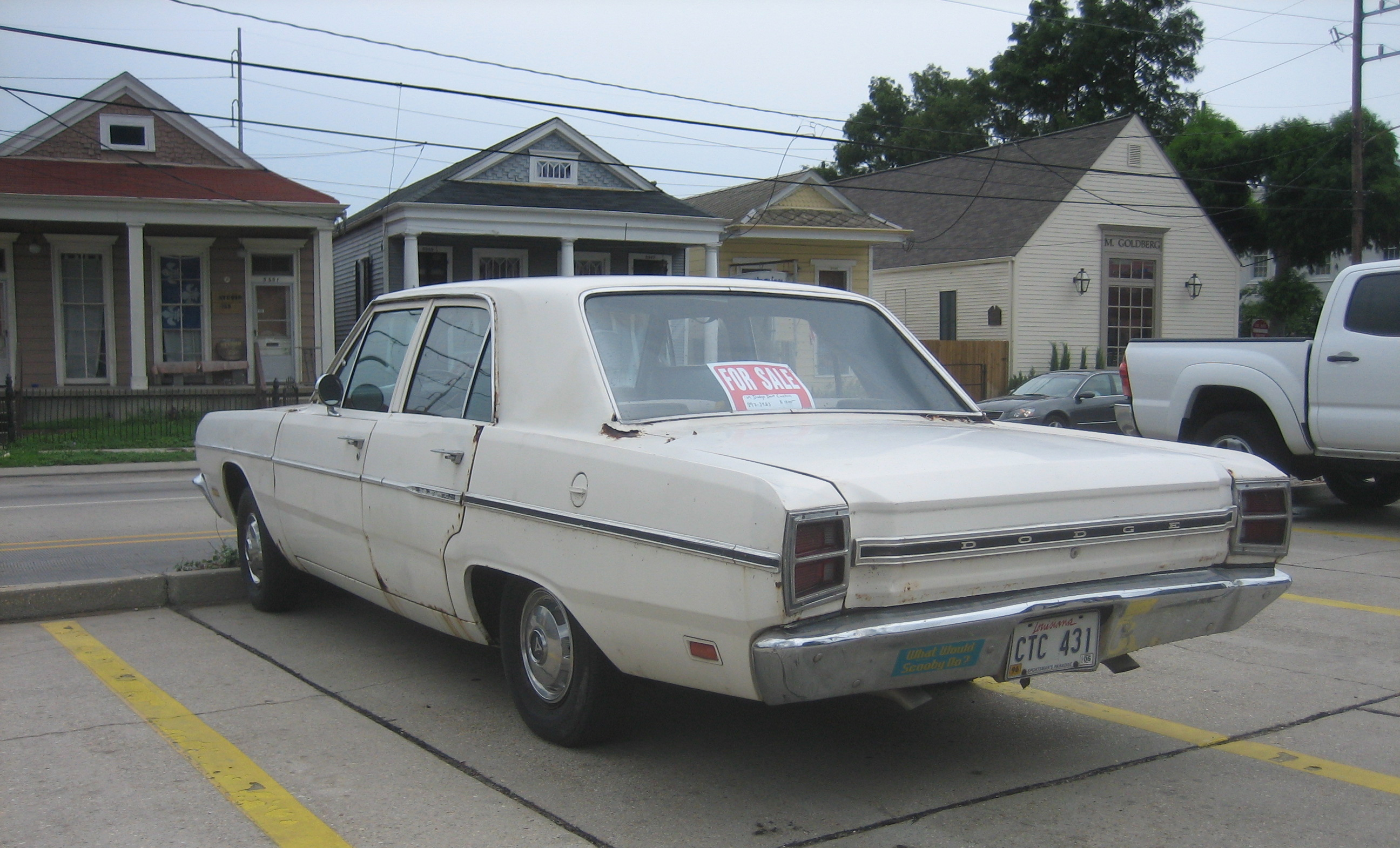
Задок модели 1969 года.

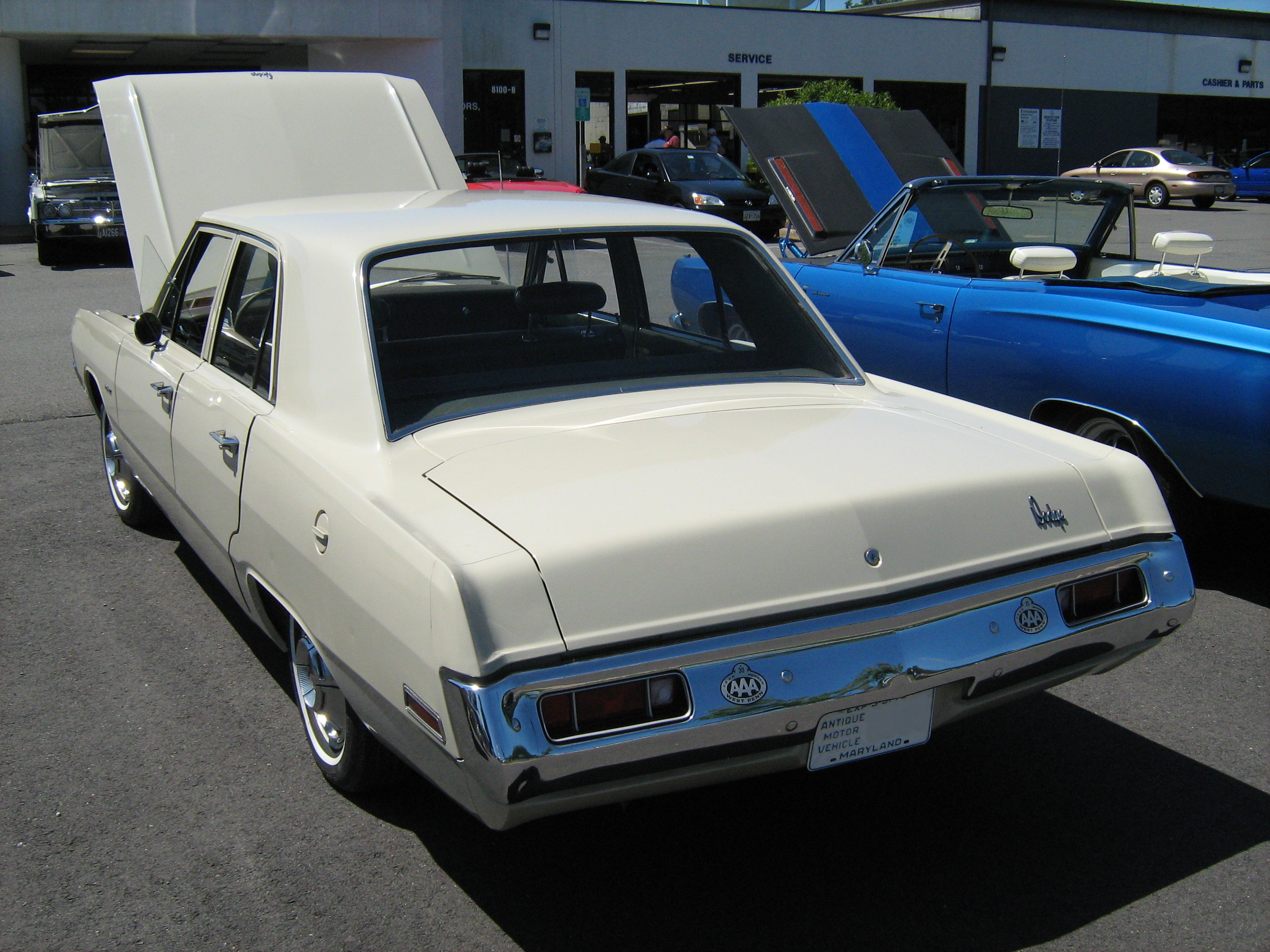
Задок модели 1970 года.

Появившееся в 1967 году второе поколение получило новый, более современный кузов (дизайнер — Элвуд Энгэл, Elwood Engel), улучшенное рулевое управление и переработанный моторный отсек, приспособленный для установки более крупных двигателей. Кузов-универсал перестал выпускаться, и теперь автомобиль был доступен только как двух- или четырехдверный седан, двухдверный хардтоп или конвертибл (кабриолет), комплектация «170» теперь стала называться просто Dart, комплектации «2740» и «GTR» остались. В таком виде автомобиль будет выпускаться до самого конца производства (в США/Канаде/Мексике — до 1976 года, в Южной Америке — до 1983), с незначительными фейслифтингами, заключающимися в некоторой переработке передка и кормы и изменениях в интерьере. Боковые стекла — впервые для компактного Chrysler — стали гнутыми. Машина имела заднее стекло уникальной формы — вогнутое, но это решение себя не оправдало — в углублении накапливался снег, стекло бликовало, толстые задние стойки крыши мешали обзору.

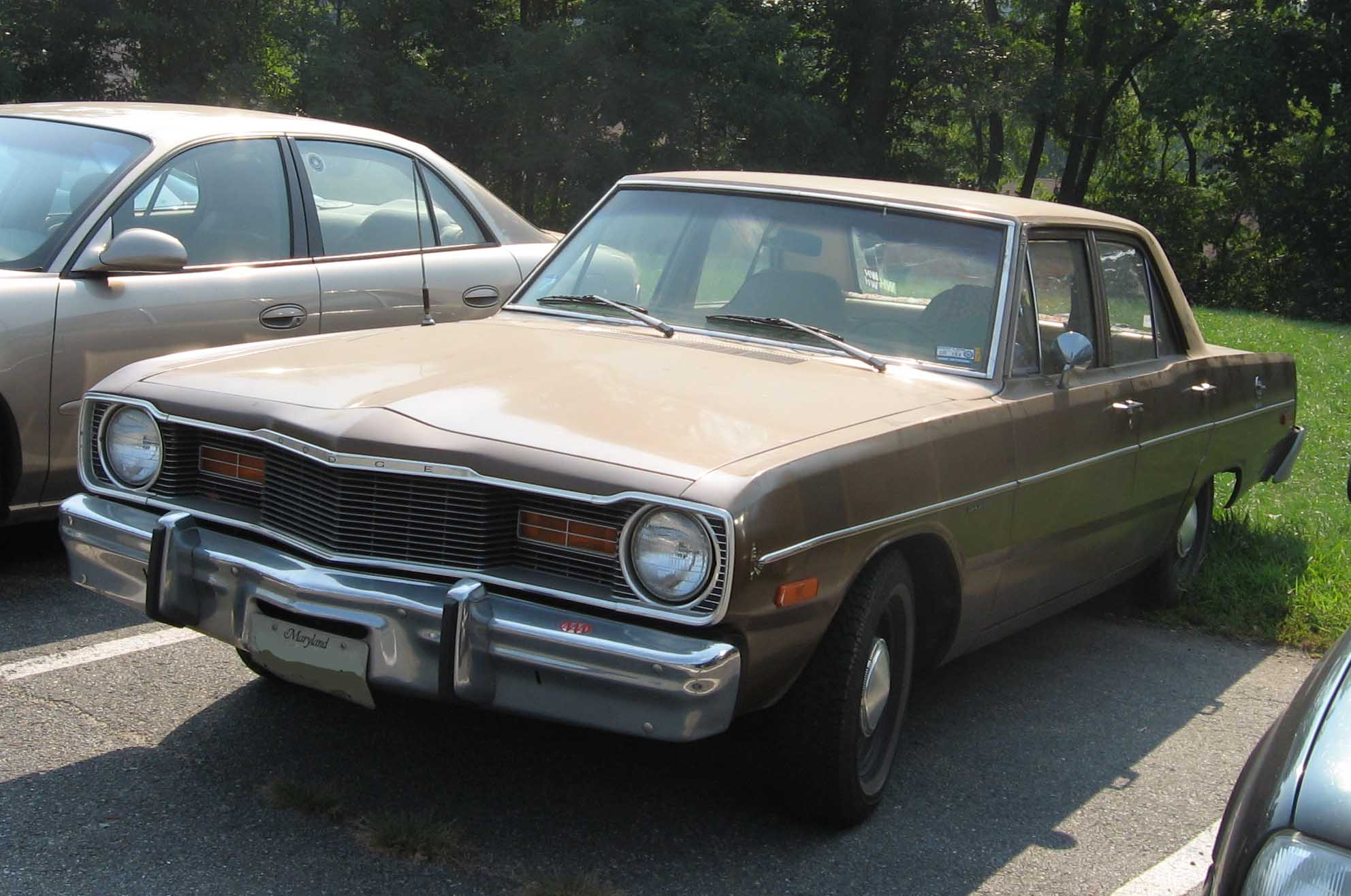
Седан модели 1974 года.

С 1968 года стала доступна модификация GTS 340 с большим 5,6-литровым (340 дюйм³) двигателем в 275 л. с. или, как опция, уже серьёзным 6,5-литровым V8 (383 дюйм³), а в 1969 (и только в 1969) году — даже 440-кубовым (7,2 литра) мощностью за 400 л. с., но эти модификации оказались сложны в управлении — огромный двигатель не оставлял места для вакуумного усилителя тормозов и ГУРа, а без них ездить на машине было крайне тяжело, поэтому версии с большими двигателями (big-blocks) были популярны в основном у дрэг-рэйсеров. В конце 1968 года был прекращён выпуск двухдверного седана, который в следующем году был заменён хардтопом, теперь называемым Dart Swinger. В том же 1968 было выпущено очень незначительное количество Hurst Hemi Dart с двигателем 426 HEMI от Dodge Charger, они были предназначены исключительно для дрэг-рейсинга, отличались неудовлетворительной управляемостью, и езда по обычным дорогах на них была запрещена.

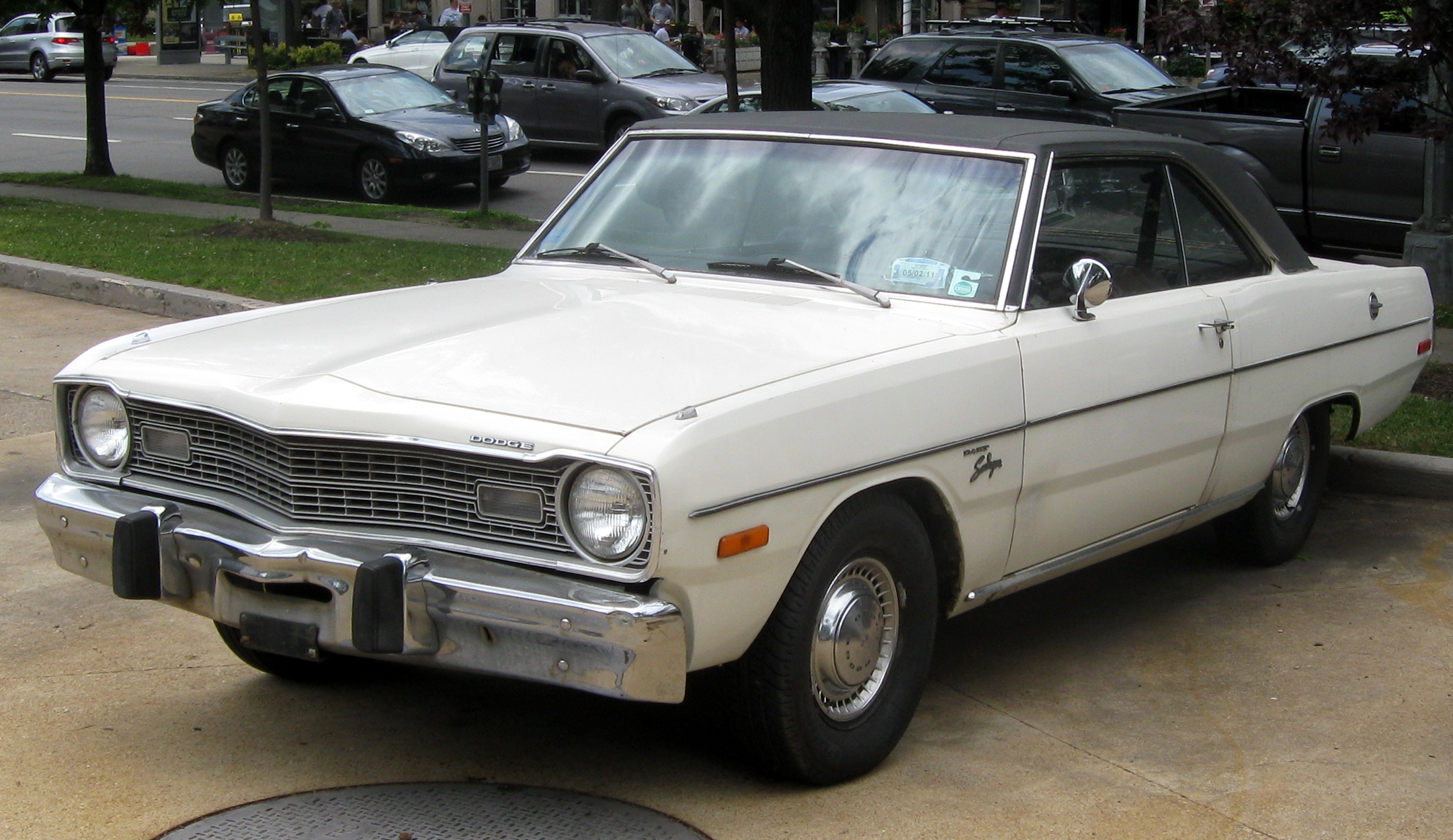
1973 Dart Swinger

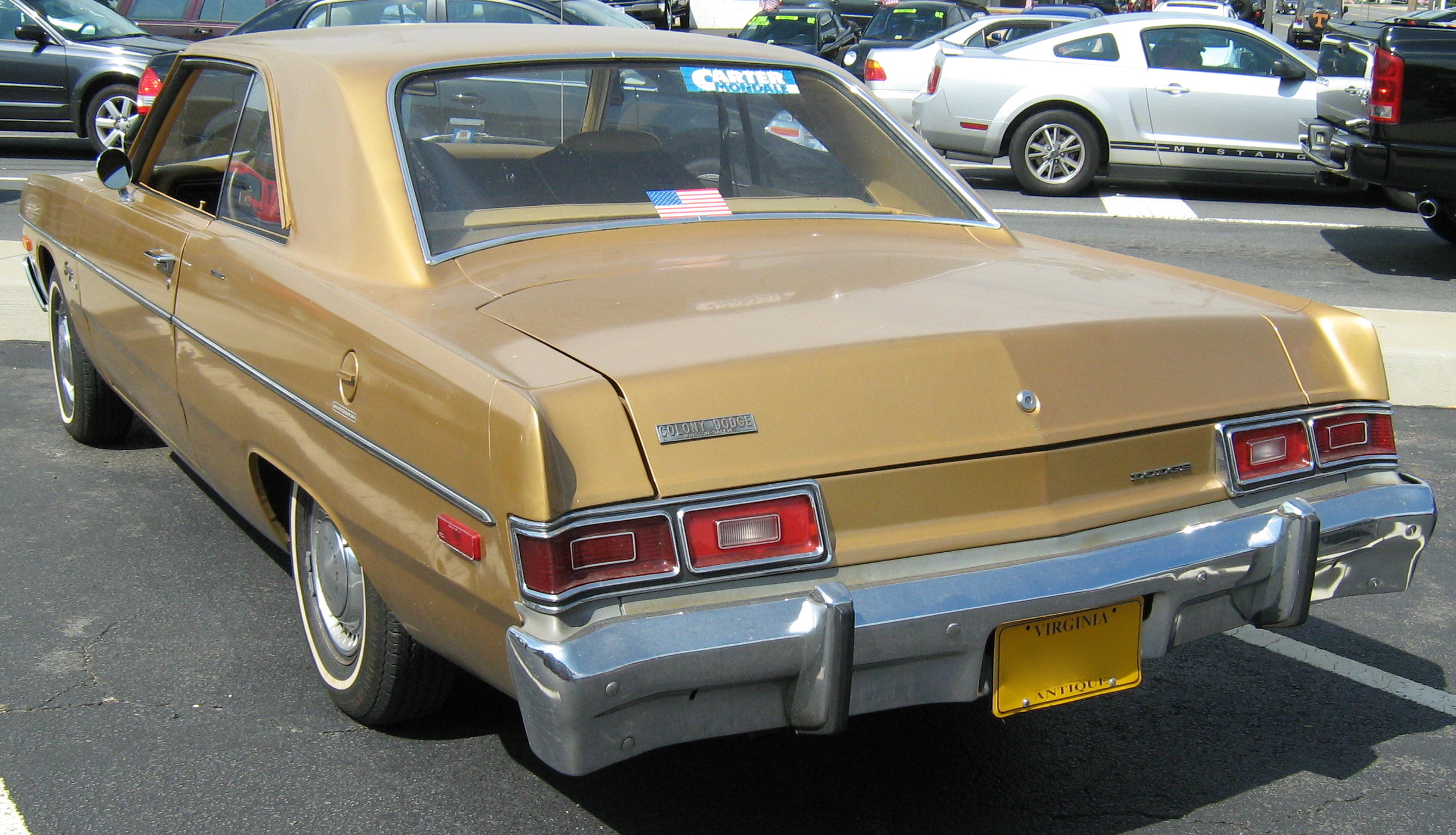
Задок модели 1976 года.

В 1970 году базовый 170-кубовый двигатель был заменён более дешёвым в производстве благодаря широкой унификации с другими моторами Chrysler 199-кубовым (3.2 л), так же Slant Six. C 1971 года самые мощные Dart Swinger, начиная от комплектации Swinger 340, назывались Dodge Demon и имели более выраженный агрессивный характер. Demon также получил фактически новый кузов, за исключением решётки радиатора и задних фонарей, он делил его с Plymouth Duster.
В 1973 году, чтобы соответствовать новому федеральному законодательству, автомобиль получил новые бампера повышенной энергоёмкости с массивными резиновыми накладками-клыками (т. н. bumperettes) в виде опции, более крупные задние фонари и инерционные ремни безопасности. В следующем году появилась люксовая версия SE, имевшая автоматическую КПП TorqueFlite в стандарте, велюровый салон, отделку панели приборов под дерево.
В 1975 году были добавлены каталитические нейтрализаторы выхлопа, с ними использовался только неэтилированный бензин. В последнем, 1976 году, дисковые тормоза стали стандартным оборудованием, а рычаг ручного тормоза, располагавшийся до этого под панелью приборов, как на «Волге» ГАЗ-24, перекочевал на его обычное место — между передними сидениями. С конца весны 1976 года Dart был заменён новой моделью — Dodge Aspen/Plymouth Volare, которая показала себя плохо, и вскоре (в 1980 году) уступила место другим, европеизированным «новым компактам».

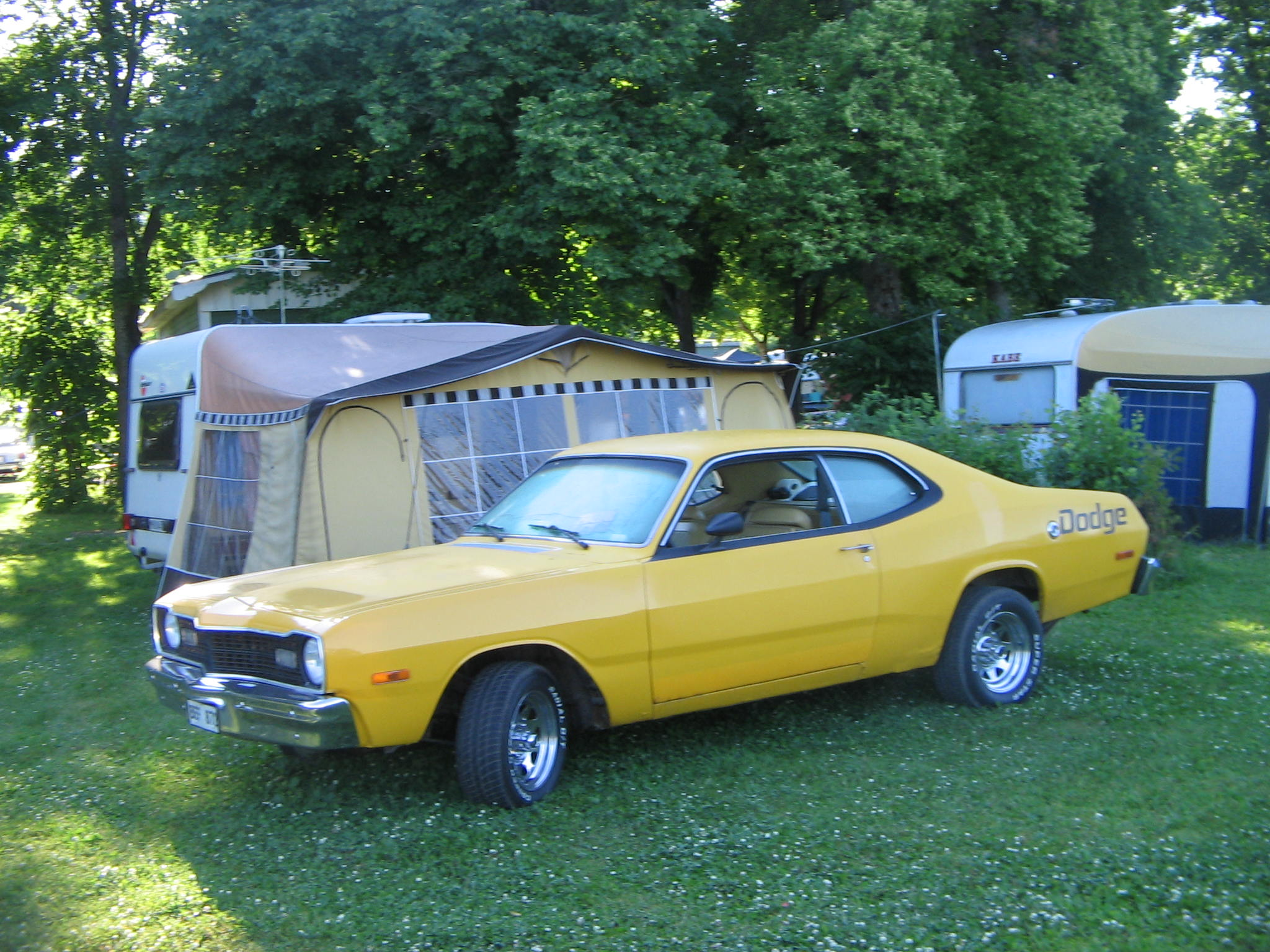
1975 Dart Sport

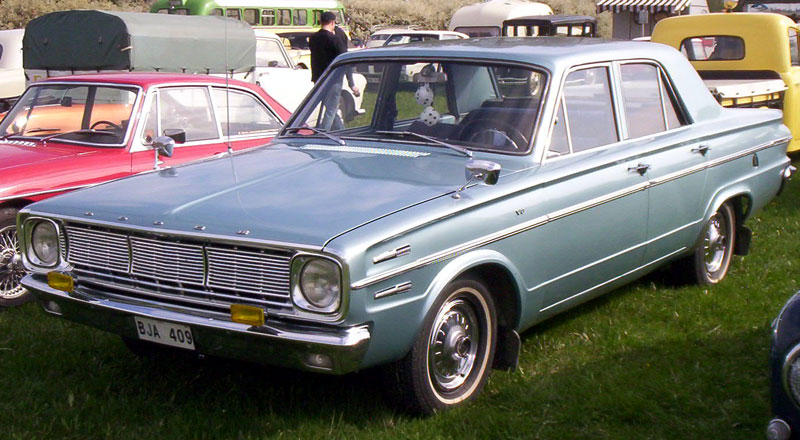
1966 Dodge Dart 4-door Sedan

## Испанский Dart

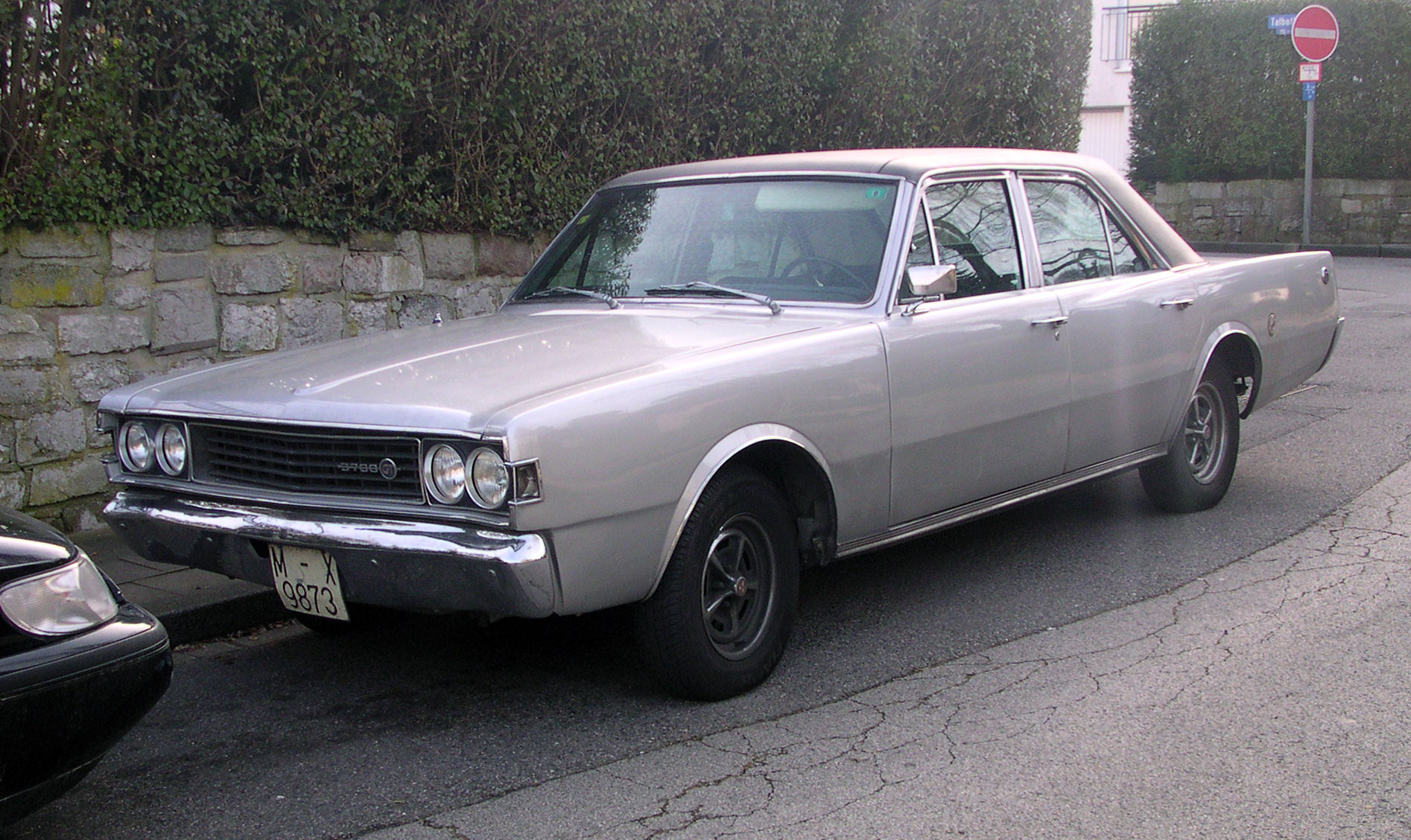
Dodge 3700 GT

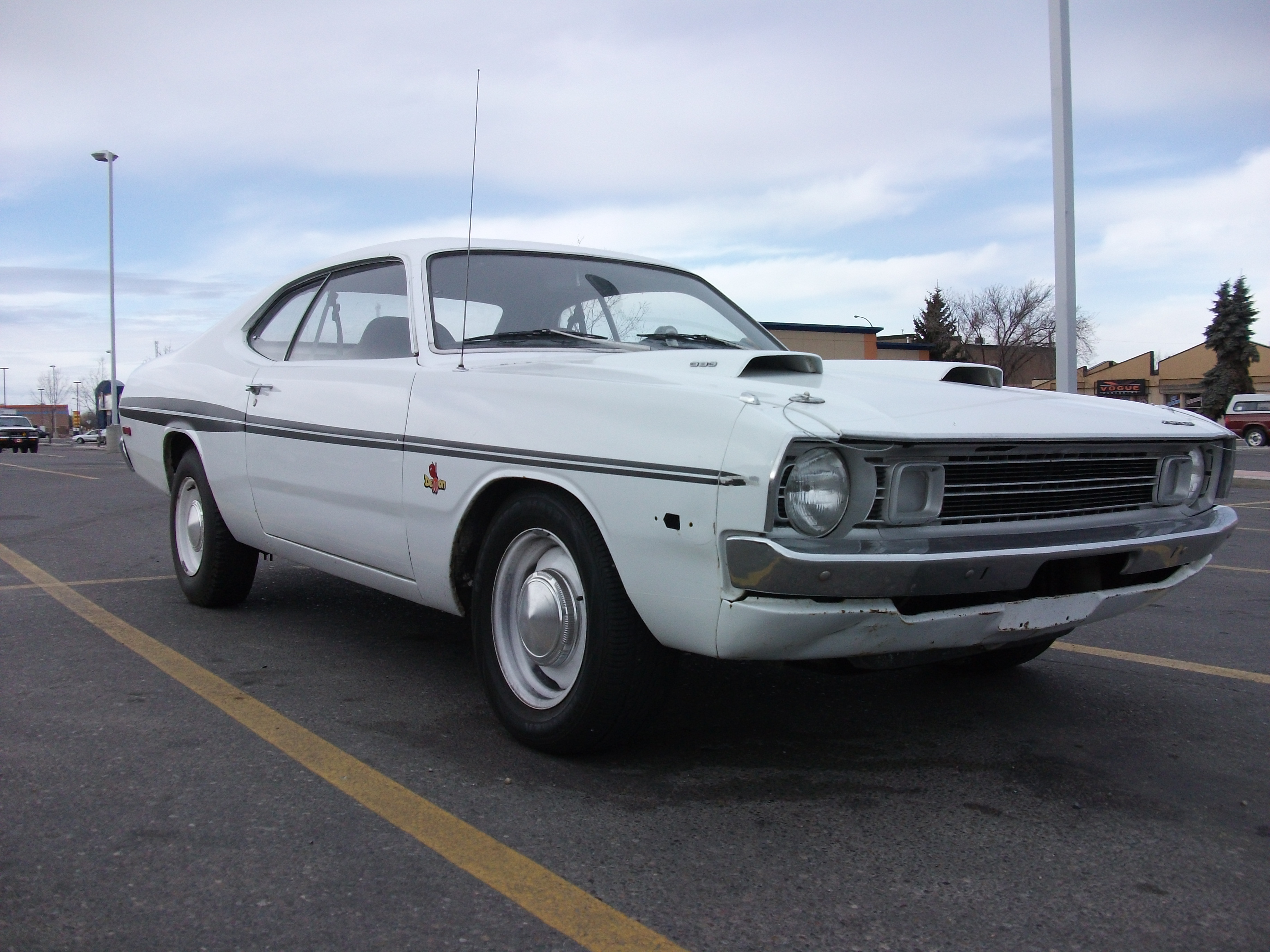
Dodge Dart Demon

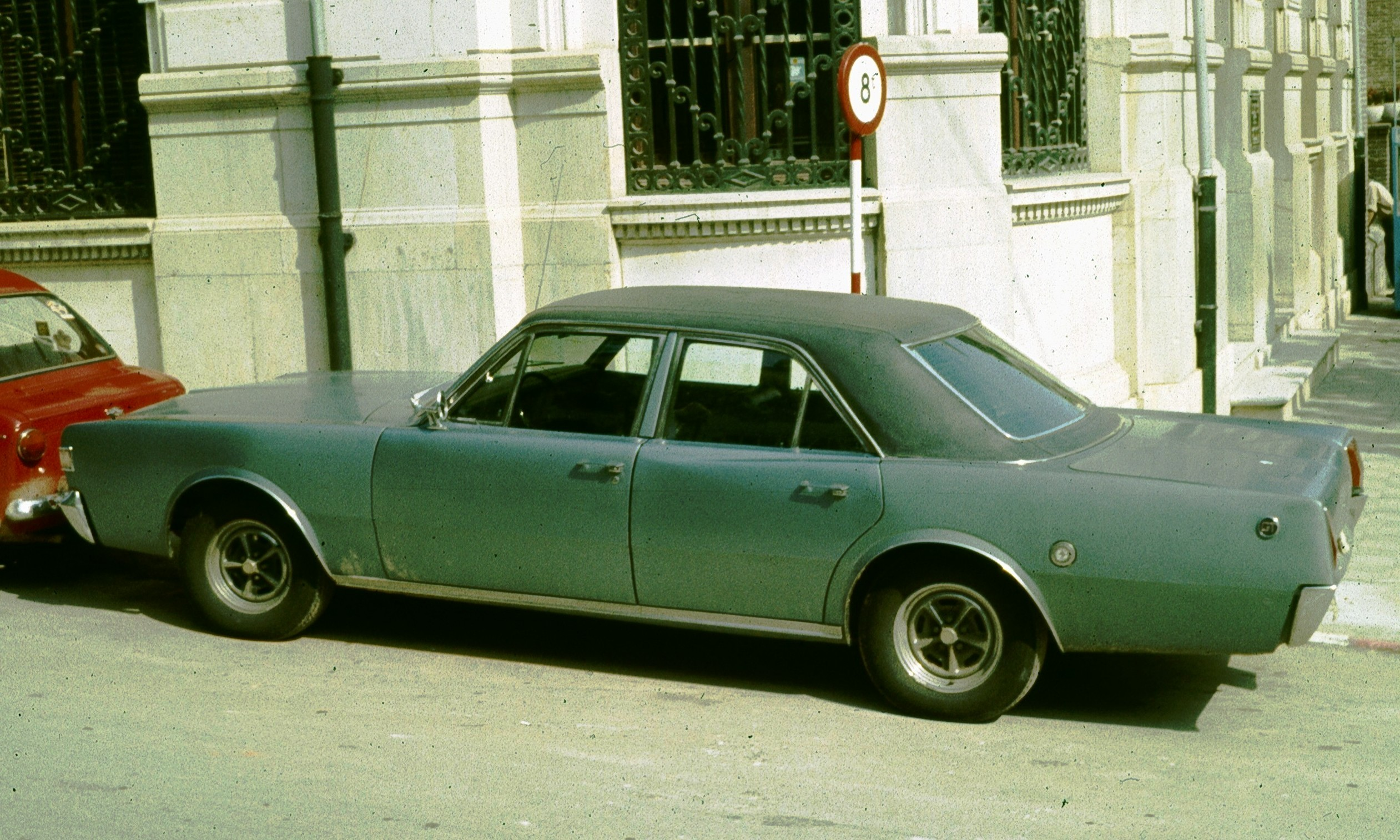

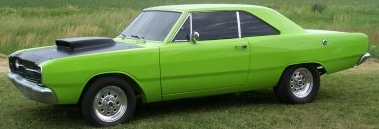
1969 Dodge Dart Swinger

Также Dart собирался с 1965 по 1977 год испанским филиалом Chrysler на заводе Barreiros Villaverde в Мадриде из американских SKD-китов. Всего было выпущено 17,589 автомобилей. С 1970 года выпускалась модель Dart 3,700, также построенная на базе американского Dart, но прошедшая рестайлинг независимо от продукции американского Dodge (по сути вариант бразильского Dodge Coronado).
Dart был и остаётся самым крупным из автомобилей, когда либо производившихся на территории Испании, и имел самый большой из когда-либо устанавливавшихся на испанский автомобиль двигатель. Будучи в США дешёвым «народным компактом», в Европе он даже в 6-цилиндровом варианте считался очень дорогой, престижной и неэкономичной машиной. Часть машин, в основном с самой простой отделкой, комплектовалась дизельным двигателем Barreiros Diesel.
Производственные мощности испанского Chrysler перешли после 1977 года «Пежо», так как охваченная кризисом головная компания сворачивала деятельность в Европе.

Dart в своё время был излюбленным автомобилем политиков франкистского правительства Испании, по сути играя ту же роль, которую «Волги» играли в СССР. В частности, именно в салоне своего Dodge Dart 3700GT был убит членами ЭТА адмирал Луис Карреро Бланко.